# 4563 Kahnia
4563 Kahnia è un asteroide della fascia principale. Scoperto nel 1980, presenta un'orbita caratterizzata da un semiasse maggiore pari a 2,2538603 UA e da un'eccentricità di 0,1617845, inclinata di 4,76545° rispetto all'eclittica.